# ラギッド!
『ラギッド!』は、NHK BSプレミアムの「ザ・プレミアム」にて2015年（平成27年）2月21日・28日に放送されたテレビドラマ。全2回。主演は芦田愛菜で本作品がNHKドラマ初主演である。
前編・後編に未公開・追加収録シーンを加えた『ラギッド!（完全版）』が、NHK BSプレミアムの「プレミアムドラマ」にて2015年（平成27年）9月6日から9月27日まで全4回にわたって放送された。

## 概要
タイトルの「ラギッド (Rugged) 」とはファッション用語で「武骨で丈夫」、転じてたくましく真正直な人々を意味する言葉。

## あらすじ
年金運用の失敗を装い詐欺を働いたグループから3億円を取り戻すため、亡くなった父の工場をわずか10歳で継ぎ社長となった天才少女・乃亜（芦田）が、老人たちを率いて、彼らのさまざまな職業スキルと経験を駆使し巨悪と対決していく物語。

## 登場人物
深見 乃亜（）
年齢 - 10歳
演 - 芦田愛菜
大の車好き。父を自殺で失い、損失を取り戻すため10歳にして深見モーターズ代表取締役社長に就任する。
制作陣によれば、日本の会社法では、民法上の意思能力があると認められる人物なら、親族による後見と株主による過半数の承認さえあれば、児童であっても企業の取締役となることに制限はない。名前は脚本の高橋悠也のアイデアで「ノアの方舟」から取られている。
葛城 一平（）
演 - 岩城滉一
元刑事。
美羽 なぎさ（）
演 - いしだあゆみ
元女優。バー経営者。
鹿島 藤吉（）
演 - 黒沢年雄
鍵師。
緑川 大丸（）
演 - 小野武彦
電気技師。アマチュア無線屋経営者。
倉持 英作（）
演 - 前田吟
深見モーターズ監査役。一平の仲間、元商社マン。
桑田 蓮治（）
演 - 岡本健一
経営コンサルタント・ベストアドバイザーズ投資顧問株式会社社長。
深見 志郎（）
演 - 原田龍二
乃亜の父。深見モーターズ三代目社長。ある日突然、自殺を図る。
大城 弥与以（）
演 - 白羽ゆり
桑田の愛人。銀座のホステス。
鈴木 卓也（）
演 - 半海一晃
深見モーターズ専務取締役。
キャスト出典：

## スタッフ
- 作 - 高橋悠也
- 音楽 - 金子隆博
- 演奏 - K2C SUNSHINE BAND from 米米CLUB
- 演出 - 藤井裕也（AXON）
- 主題歌 - Do As Infinity「EDGE」[5]（avex trax）
- 撮影 - 藤澤順一
- 照明 - 南所登
- 音声 - 冨田健吾
- 編集 - 日下部元孝
- 音響効果 - 石井和之
- CG - 田中貴志（マリンポスト）
- 美術 - 黒田享大
- 記録 - 愛川由香
- 経済監修 - 山田真哉
- 警察監修 - 倉科孝靖
- 医療監修 - 堀エリカ
- ロケ協力 - さがみはらフィルムコミッション
- プロデューサー - 大塚泰之（三城）
- 制作統括 - 磯智明 (NHK)、大倉寛子（AXON）
- 制作著作 - NHK、AXON

## 放送日程

### ザ・プレミアム
| 各話 | 放送日  | サブタイトル                                  |
| ---- | ------- | --------------------------------------------- |
| 前編 | 2月21日 | 10歳の少女社長誕生!消えた年金3億円を奪い返せ! |
| 後編 | 2月28日 | 大逆転!〜3億円は裏切りの夜に消えた!?          |

### プレミアムドラマ（完全版）
| 各話   | 放送日  | サブタイトル                                    |
| ------ | ------- | ----------------------------------------------- |
| 第1話  | 9月06日 | 10歳の少女社長誕生！消えた年金3億円を奪い返せ！ |
| 第2話  | 9月13日 | 裏帳簿を強奪せよ!歳の差60大作戦!                |
| 第3話  | 9月20日 | インチキ車を売りつけろ！ダマされるのはお前だ！  |
| 最終話 | 9月27日 | 大逆転！3億円は裏切りの夜に消えた!?             |